# Liste des centrales électriques en Guinée
Cet article répertorie les centrales électriques de Guinée .   

## Capacité installée et production annuelle
En 2014, la Guinée était 149e en termes de capacité installée avec 500 MW et 151e en termes de production annuelle avec un milliard de kWh.

## Liste de centrales par type d'énergie

### Hydro-électrique
| Station hydroélectrique | Communauté | Coordonnées                                                                               | Type      | Nom du réservoir | rivière          | Capacité (MW) | Année complétée |
| ----------------------- | ---------- | ----------------------------------------------------------------------------------------- | --------- | ---------------- | ---------------- | ------------- | --------------- |
| Barrage de Souapiti     |            | 10°25′27″N 13°15′16″W / 10.4241°N 13.2545°W - 10°25′27″N 13°15′16″W / 10.4241°N 13.2545°W | Réservoir |                  |                  | 550           | En construction |
| Barrage de Kaléta       | Kaleta     | 10°27′51″N 13°16′52″W / 10.4641°N 13.2810°W - 10°27′51″N 13°16′52″W / 10.4641°N 13.2810°W | Réservoir |                  |                  | 240           | 2015            |
| Barrage de Boke         | Boké       |                                                                                           | Réservoir |                  | Rivière Cogon    | 130           | 2016 (prévu)    |
| Barrage de Garafiri     | Garafiri   | 10°31′49″N 12°39′45″E / 10.5303°N 12.6625°E                                               | Réservoir |                  | Rivière Konkoure | 75            | 1999            |

### Thermique
| Centrale thermique            | Communauté | Coordonnées | Type de carburant | Capacité (MW) | Année complétée | Nom du propriétaire | Remarques |
| ----------------------------- | ---------- | ----------- | ----------------- | ------------- | --------------- | ------------------- | --------- |
| Centrale thermique de Tombo I | Conakry    |             | Gas-oil           | 24            | Avant 1998      | GNE                 |           |
| Centrale thermique Tombo II   | Conakry    |             | Gas-oil           |               | Avant 1998      | GNE                 |           |
| Centrale thermique Tombo III  | Conakry    |             | Gas-oil           | 33            | 1998            | GNE                 |           |
| Centrale thermique d'Aggreko  | Conakry    |             | Gas-oil           | 50            | 2013            | Aggreko             |           |

### Marée motrice
| Centrale marée motrice                             | Communauté | Coordonnées | Capacité (MW) | Année complétée | Nom du propriétaire  | Remarques        |
| -------------------------------------------------- | ---------- | ----------- | ------------- | --------------- | -------------------- | ---------------- |
| Centrale électrique des vagues de la mer de Guinée |            |             | 100           |                 | SDE Energy of Israel | En développement |